# Duncan (Carolina del Sud)
Duncan és una població dels Estats Units a l'estat de Carolina del Sud. Segons el cens del 2000 tenia 2.870 habitants.

## Demografia
Segons el cens del 2000, Duncan tenia 2.870 habitants, 1.125 habitatges i 811 famílies. La densitat de població era de 315,7 habitants/km².
Dels 1.125 habitatges en un 43,6% hi vivien nens de menys de 18 anys, en un 38,3% hi vivien parelles casades, en un 29,7% dones solteres, i en un 27,9% no eren unitats familiars. En el 24,3% dels habitatges hi vivien persones soles el 9,3% de les quals corresponia a persones de 65 anys o més que vivien soles. El nombre mitjà de persones vivint en cada habitatge era de 2,54 i el nombre mitjà de persones que vivien en cada família era de 2,96.
Per edats la població es repartia de la següent manera: un 33% tenia menys de 18 anys, un 11% entre 18 i 24, un 30,5% entre 25 i 44, un 14,8% de 45 a 60 i un 10,7% 65 anys o més.
L'edat mediana era de 28 anys. Per cada 100 dones de 18 o més anys hi havia 73,1 homes.
La renda mediana per habitatge era de 27.974 $ i la renda mediana per família de 28.547 $. Els homes tenien una renda mediana de 27.236 $ mentre que les dones 21.585 $. La renda per capita de la població era de 13.194 $. Entorn del 19,1% de les famílies i el 20,3% de la població estaven per davall del llindar de pobresa.

## Poblacions més properes
El següent diagrama mostra les poblacions més properes.